# Аль-Гарія (нохія)

Нохія Аль-Гарія на мапі мінтака Сальхад

Нохія Аль-Гарія (араб. ناحية الغارية) — нохія у Сирії, що входить до складу мінтаки Сальхад мухафази Ес-Сувейда. Адміністративний центр — місто Аль-Гарія.
До нохії належать такі поселення:
- Аль-Гарія → (Al-Ghariyah);
- Анз → (Anz);
- Хірбет-Авад → (Khirbet Awad);
- Аль-Мугаїр → (al-Mughayyir).